# Léon Werth
Pour les articles homonymes, voir Werth.
Léon Werth, né le 16 février 1878 à Remiremont (Vosges) et mort le 13 décembre 1955 à Paris (10e), est un romancier, essayiste, critique d'art et journaliste français, mais d'autres qualificatifs, cités par son biographe, le définissent d'une manière plus explicite pour comprendre son œuvre : libertaire, antimilitariste, soldat des tranchées, nageur, danseur, voyageur, cycliste, poète et observateur, dévoreur de vie, familier des peintres Vlaminck, Pierre Bonnard, Francis Jourdain, et Paul Signac, ami d'Octave Mirbeau et de Saint-Exupéry.

## Biographie
Il est né en 1878 à Remiremont dans les Vosges dans une famille juive assimilée. Son père, Albert, était drapier et sa mère, Sophie, était la sœur du philosophe Frédéric Rauh.
Il est un élève brillant, grand prix de philosophie au concours général et étudiant en hypokhâgne au lycée Henri-IV. Il abandonne néanmoins ses études pour être chroniqueur dans différentes revues. Menant la vie de bohème, il se consacre à l'écriture et à la critique d'art.
Très proche d'Octave Mirbeau, l'auteur du Journal d'une femme de chambre dont il est en quelque sorte l'héritier, il se manifeste par son anticléricalisme, son esprit très indépendant, antibourgeois et libertaire. Il manque de peu le prix Goncourt en 1913 pour son roman La Maison blanche, qu'Octave Mirbeau (alors membre du jury) a préfacé et soutient avec un vif enthousiasme contre l'autre favori, Alain-Fournier pour Le Grand Meaulnes, jusqu'à ce qu’après plusieurs heures le prix aille finalement au onzième tour à Marc Elder pour Le Peuple de la mer,,.

## Clavel soldat
En août 1914, Léon Werth est mobilisé comme simple soldat au 252e RI de Montélimar. Il part pour le front, où il combat pendant quinze mois, notamment au bois de Mort-Mare dès septembre, avant d'être réformé pour cause de maladie. Il reste marqué par cette guerre, devenant un pacifiste convaincu. Il en tire deux livres, récits plutôt que romans, pessimistes et violemment antiguerre : Clavel soldat et Clavel chez les Majors, parus en 1919. Les ouvrages font scandale. Le soldat Clavel est le porte-parole des impressions et des idées de Werth, sur le front comme dans les hôpitaux. Henri Barbusse et Jean Norton Cru expriment leur admiration pour ces ouvrages que les historiens considèrent aujourd'hui comme des documents.

## Écrivain polygraphe

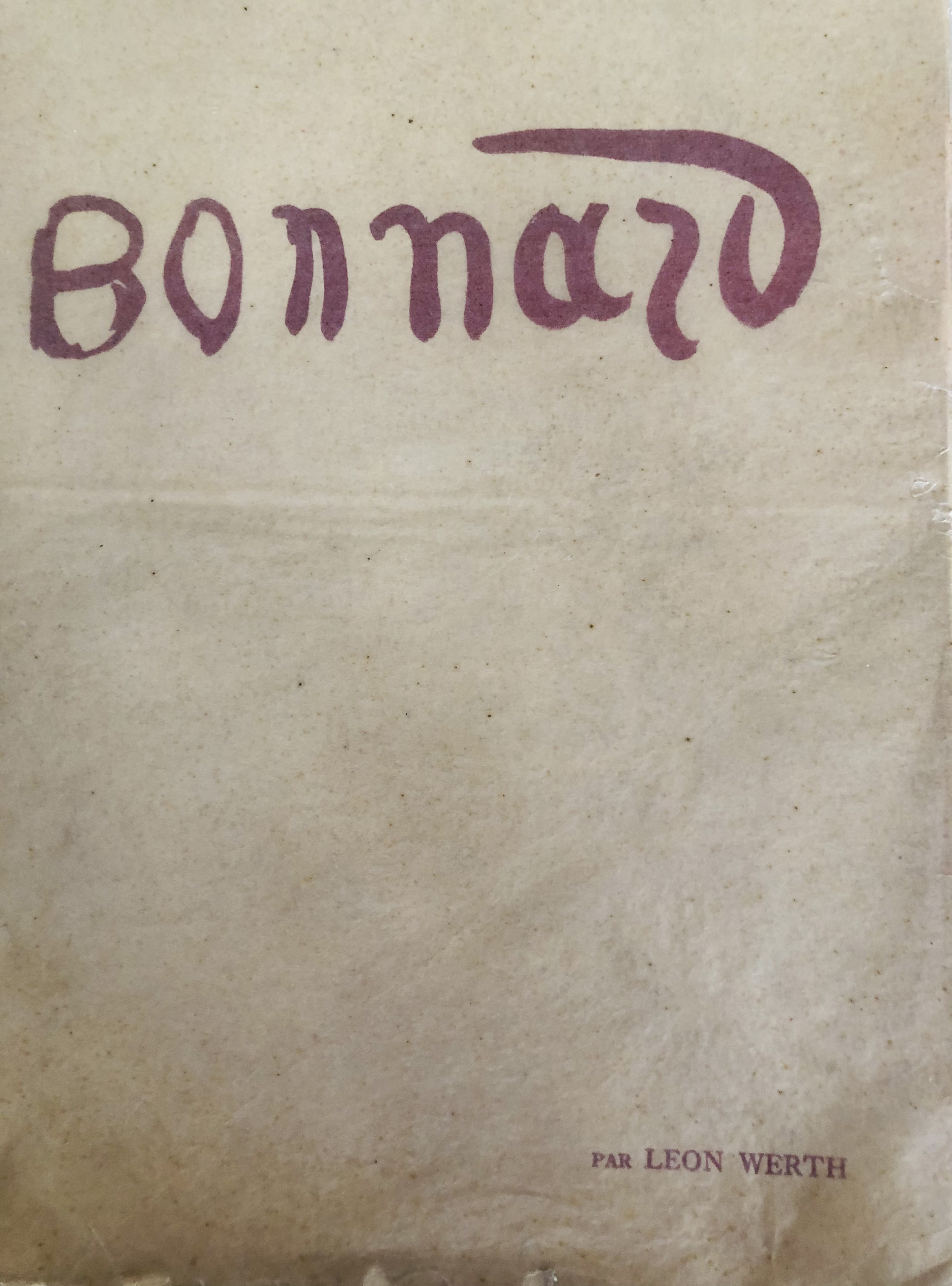
Couverture du cahier de Léon Werth sur des peintres, dont Pierre Bonnard.

Écrivain inclassable, à la plume acide, il écrit dans les années de l'entre-deux guerres aussi bien contre le colonialisme (Cochinchine, en 1926), à contre-courant de la mode coloniale de cette période faste de l'Empire français, que contre le stalinisme dont cet homme de gauche dénonce l'imposture. Il critiquera aussi le nazisme montant.
Collaborateur à la revue Monde, créée par Henri Barbusse, dès 1928, il en est le rédacteur en chef de 1931 à 1933.
En 1931 il rencontre Antoine de Saint-Exupéry : c'est le début d'une grande amitié. Celui-ci lui dédicacera Le Petit Prince, dédicace où il le qualifie de « meilleur ami que j'ai au monde ».
Dans sa carrière littéraire, il est aussi l'auteur ou le coauteur de plusieurs monographies d'artistes, tels que Cézanne, Puvis de Chavannes, Henri Matisse, Claude Monet, Maurice de Vlaminck… 
En 1940, il se réfugie à Saint-Amour dans le Jura. En janvier 1944, il revient sur Paris où il vit dans la clandestinité étant donné son statut. Dans son journal Déposition, publié en 1946, il livre un témoignage accablant et lucide sur la France de Vichy. Devenu gaulliste sous l'Occupation, après la guerre, il participe à Liberté de l'Esprit, revue des intellectuels du Rassemblement du peuple français dirigée par Claude Mauriac. 
Veuf de Joséphine Canard, il meurt le 13 décembre 1955 à Paris. Ses cendres se trouvent au columbarium du Père-Lachaise (case no 5930).

## 33 jours, une publication posthume
33 jours est un court récit écrit à chaud quelques semaines après la débâcle de 1940. Léon Werth y raconte sa fuite de Paris vers sa maison de Saint-Amour dans le Jura. Un récit d'une grande acuité sur cette période où la France est réduite à ce qu'il qualifie de « royaume du matelas ». Le manuscrit, confié dès octobre 1940 à son ami Antoine de Saint-Exupéry, est remis par celui-ci à un éditeur de New York, où l'on perd sa trace.
La Lettre à un otage de Saint-Exupéry, mais surtout sa première partie (Lettre à un ami), a été écrite à l'origine pour servir de préface à 33 jours.
Ce n'est qu'en 1992 que Viviane Hamy découvre le manuscrit et le publie. Cette éditrice a permis de redécouvrir cet écrivain en republiant plusieurs de ses ouvrages dans les années 1990 et 2000. Les différentes manifestations organisées en 2005 pour le cinquantenaire de sa mort ont remis cet écrivain en lumière.

## Citations
« Il me revient sur Pétain une anecdote, qui, si je m’en étais souvenu plus tôt, m’eût épargné beaucoup d’inutile psychologie. Peu d’années après la guerre de 14, le sculpteur Brasseur avait eu la commande d’un monument commémoratif pour je ne sais quelle ville du Nord. On en montra la maquette à Pétain : un groupe de soldats et un officier. “C’est beau, dit-il, mais il faut faire l’officier plus grand que les hommes.” »

— Léon Werth, Déposition/Journal, avril 1942.

« C'est que tous, du gouverneur au gendarme, ayant connu en Europe la contrainte sociale ou la discipline, sont devenus en Asie des potentats. Voici, privés de contrainte extérieure, des hommes qui n'en connaissent point d'autre. Ils sont aussi les victimes d'un formidable décalage social. Ils subissent l'ivresse du nouveau riche à un degré qui n'est point imaginable en Europe. Car ils n'ont pas seulement cette puissance que donne l'argent. Ils ont la puissance. La couleur de leur peau et la saillie de leur nez leur confèrent une immédiate royauté. […] Leur grossièreté est intolérable. J'ai souvent envie de leur dire : “Tuez… ayez le courage de tuer. Tuez des Annamites. Vous manifesterez ainsi que la vie d'un Annamite ne vaut pas celle d'un chien. On saura la pensée qui est au fond de vous. Mais votre grossièreté je ne puis la souffrir. Elle me fait honte. […] Il me suffit pour l'instant que vous m'accordiez qu'un Annamite vaut un chien.” »

— Léon Werth , Cochinchine, 1926.

## La dédicace duPetit Prince
Le nom de Léon Werth apparait en préambule du Petit Prince qu'Antoine de Saint-Exupéry lui a dédié.

« À Léon Werth.
Je demande pardon aux enfants d'avoir dédié ce livre à une grande personne. J'ai une excuse sérieuse : cette grande personne est le meilleur ami que j'ai au monde. J'ai une autre excuse : cette grande personne peut tout comprendre, même les livres pour enfants. J'ai une troisième excuse : cette grande personne habite la France où elle a faim et froid. Elle a besoin d'être consolée. Si toutes ces excuses ne suffisent pas, je veux bien dédier ce livre à l'enfant qu'a été autrefois cette grande personne. Toutes les grandes personnes ont d'abord été des enfants. (Mais peu d'entre elles s'en souviennent.) Je corrige donc ma dédicace :
À Léon Werth quand il était petit garçon »

— Antoine de Saint Exupéry, Le Petit Prince

## Publications de Léon Werth
- La Maison blanche (1913)
- Clavel Soldat (1919)
- Clavel chez les Majors (1919)
- Yvonne et Pijallet (1920)
- Voyage avec ma pipe (1920)
- Le Monde et la ville (1922)
- Les Amants invisibles (1921)
- Dix-neuf ans (1922)
- Quelques peintres (1923)
- Pijallet danse (1924)
- Danse, danseurs, dancings (1925)
- Cochinchine (1926)
- Ghislaine (1926)
- Marthe et le perroquet (1926)
- Une soirée à l'Olympia (1927)
- Cours d'assises (1932)
- Déposition, Journal 1940-1944 (1947)
- 33 jours (1992), écrit en juin 1940.
- Caserne 1900 (1993), écrit en 1951.
- Impressions d'audience : le procès de Pétain (1995), écrit en 1945.
- Fragments, extraits de correspondances avec Joseph Bertrand.
- Saint-Exupéry — Tel que je l'ai connu… (1948)
- Claude Monet, Les éditions Crès, Coll. Les Cahiers d'Aujourd'hui, Paris, 1928.

Les trois derniers chapitres du roman Dingo d'Octave Mirbeau (1913) ont été rédigés par Léon Werth, alors secrétaire de l'écrivain.

## Archives
Les archives de Léon Werth (correspondance, etc.) sont conservées au Centre de la Mémoire de la médiathèque Albert-Camus d'Issoudun.